# 内藤政韶
内藤 政韶（ないとう まさつぐ）は、江戸時代中期から後期にかけての大名。日向国延岡藩の第4代藩主。官位は従五位下・能登守。延岡藩内藤家宗家9代。

## 経歴
安永5年（1776年）2月3日、第2代藩主・内藤政陽の長男として江戸麻布にて誕生。天明8年（1788年）に第3代藩主・内藤政脩の養子となり、寛政2年（1790年）8月20日の政脩の隠居により家督を継いだ。
先代から続く藩財政難のため、寛政6年（1794年）から杉・櫨（ハゼノキ）などの植林を行なう植物方を設置するが、財政難は解消されずに逆にこの出費でさらに財政が悪化したため、政韶死後の文化3年（1806年）に廃止されている。そのほかにも水路開発、寛政9年（1797年）より3ヵ年に及ぶ家禄削減による倹約政策などを行なったが、あまり成果はなかった。
政韶は古墳発掘・調査などを自ら行なうことを趣味としており、著作に「集古採覧」がある。
享和2年（1802年）7月31日、延岡で死去した。享年27。跡を養子・政和が継いだ。墓所は延岡市の三福寺。

## 系譜
父母
- 内藤政陽（実父）
- 岡部長著の娘（実母）
- 内藤政脩（養父）

正室
- 鉚姫 ー 松平武寛の娘

子女
- 内藤政順（長男）
- 愛、清台院 ー 牧野以成継室
- 内藤政恵（次男）
- 松平直寛継室
- 善姫、倍寿院（三女） ー 藤堂高秭正室

養子
- 内藤政和 ー 内藤政脩の長男